# Lochmaeotrochus oculeus
Espèce
Statut CITES
Lochmaeotrochus oculeus est une espèce de coraux appartenant à la famille des Caryophylliidae.